# 미스트오버
《미스트오버》(MISTOVER)는 크래프톤(KRAFTON)에서 제작한 로그라이크 게임이다. 지독한 안개 속 던전에서 인류생존을 위한 해결책을 찾는 RPG 게임으로 2019년 10월 10일 PC(스팀)와 PS4, 닌텐도 스위치 플랫폼으로 다운로드판을 출시했다. 패키지판은 PS4와 스위치 플랫폼으로 2020년 1월 23일에 출시했다.

## 사양
|           | 최소 사양          | 권장 사양          |
| --------- | ------------------ | ------------------ |
| 운영 체제 | Windows 7 64bit    | Windows 10 64bit   |
| 메모리    | 4GB RAM            | 8GB RAM            |
| 그래픽    | DirectX 11         | DirectX 11         |
| 저장 공간 | 2GB 사용 가능 공간 | 2GB 사용 가능 공간 |

## 게임 스토리
'절망의 기둥'과 함께 나타난 환수들은 인류를 무차별적으로 공격하고 궤멸의 위기로 몰았다. 멸망을 기다리던 최후의 순간, 그 때 바로 기적이 일어났다. 갑자기 환수들이 사라진 것이었다. 살아남은 인류는 환수가 다시 나타나기 전에 이들의 비밀을 알아내어 방어할 대비를 하기로 한다. 그러기 위해 환수가 나온 차원의 소용돌이로 들어가 원인을 알아내기로 하고 조사단을 꾸려 인류의 생존을 위한 마지막 탐험을 하려고 한다.